# Euro Hockey Tour 2020/2021
Euro Hockey Tour 2020/2021 byl 25. ročník hokejové soutěže Euro Hockey Tour. Konal se od 5. listopadu 2020 do 15. května 2021, součástí byly turnaje Karjala Cup 2020, Channel One Cup 2020, Beijer Hockey Games 2021 a turnaj Czech Hockey Games 2021.

## Karjala Cup
Turnaj Karjala Cup se konal od 5. listopadu do 8. listopadu 2020 v Helsinkách.
| Poř. | Tým     | Z | V | VP | PP | P | VG | OG | B |
| ---- | ------- | - | - | -- | -- | - | -- | -- | - |
| 1.   | Rusko   | 3 | 2 | 1  | 0  | 0 | 11 | 3  | 8 |
| 2.   | Česko   | 3 | 2 | 0  | 0  | 1 | 5  | 4  | 6 |
| 3.   | Finsko  | 3 | 1 | 0  | 0  | 2 | 5  | 10 | 3 |
| 4.   | Švédsko | 3 | 0 | 0  | 1  | 2 | 4  | 8  | 1 |

## Channel One Cup
Turnaj Channel One Cup 2020 se konal od 17. prosince do 20. prosince 2020 v Moskvě a Petrohradu.
| Poř. | Tým     | Z | V | VP | PP | P | VG | OG | B |
| ---- | ------- | - | - | -- | -- | - | -- | -- | - |
| 1.   | Rusko   | 3 | 2 | 1  | 0  | 0 | 13 | 5  | 8 |
| 2.   | Švédsko | 3 | 1 | 0  | 1  | 1 | 8  | 9  | 4 |
| 3.   | Finsko  | 3 | 1 | 0  | 0  | 2 | 6  | 12 | 3 |
| 4.   | Česko   | 3 | 1 | 0  | 0  | 2 | 8  | 9  | 3 |

## Beijer Hockey Games
Turnaj Beijer Hockey Games 2021 se konal od 11. do 14. února 2021 v Malmö.
| Poř. | Tým     | Z | V | VP | PP | P | VG | OG | B |
| ---- | ------- | - | - | -- | -- | - | -- | -- | - |
| 1.   | Rusko   | 3 | 2 | 1  | 0  | 0 | 12 | 7  | 8 |
| 2.   | Švédsko | 3 | 1 | 1  | 1  | 0 | 7  | 4  | 6 |
| 3.   | Finsko  | 3 | 0 | 1  | 0  | 2 | 5  | 8  | 2 |
| 4.   | Česko   | 3 | 0 | 0  | 2  | 1 | 8  | 13 | 2 |

## Czech Hockey Games
Turnaj Czech Hockey Games 2021 se konal od 12. do 15. května 2021 v Praze.
| Poř. | Tým     | Z | V | VP | PP | P | VG | OG | B |
| ---- | ------- | - | - | -- | -- | - | -- | -- | - |
| 1.   | Česko   | 3 | 2 | 1  | 0  | 0 | 9  | 3  | 8 |
| 2.   | Švédsko | 3 | 1 | 0  | 1  | 1 | 9  | 11 | 4 |
| 3.   | Finsko  | 3 | 1 | 0  | 0  | 2 | 7  | 6  | 3 |
| 4.   | Rusko   | 3 | 1 | 0  | 0  | 2 | 7  | 12 | 3 |

Z = Odehrané zápasy; V = Výhry; VP = Výhry v prodloužení/nájezdech; PP = Prohry v prodloužení/nájezdech; VG = vstřelené góly; OG = obdržené góly; B = Body

## Konečné pořadí EHT 2020/2021
| Poř. | Tým     | Z  | V | VP | PP | P | VG | OG | B  |
| ---- | ------- | -- | - | -- | -- | - | -- | -- | -- |
| 1.   | Rusko   | 12 | 7 | 3  | 0  | 2 | 43 | 27 | 27 |
| 2.   | Česko   | 12 | 5 | 1  | 2  | 4 | 30 | 29 | 19 |
| 3.   | Švédsko | 12 | 3 | 1  | 4  | 4 | 28 | 32 | 15 |
| 4.   | Finsko  | 12 | 3 | 1  | 0  | 8 | 23 | 36 | 11 |

### Vysvětlivky k tabulkám a zápasům
- Z – počet odehraných zápasů
- V – počet vítězství
- VP – počet výher po prodloužení (nebo po samostatných nájezdech)
- PP – počet proher po prodloužení (nebo po samostatných nájezdech)
- P – počet proher
- VG – počet vstřelených gólů
- OG – počet obdržených gólů
- B – počet bodů